# Istres Ouest Provence Volley-Ball
Istres Ouest Provence Volley-Ball – żeński klub piłki siatkowej z Francji. Swoją siedzibę ma w Istres. Został założony w 1995.